# Championnat des Pays-Bas de baseball
Le Championnat des Pays-Bas de baseball (Honkbal hoofdklasse en néerlandais) est une compétition annuelle de baseball entre les meilleurs clubs des Pays-Bas. Avec le championnat italien, c'est la compétition européenne dont le niveau est le plus élevé.
Le champion et le vice-champion sont qualifiés en Coupe d'Europe de baseball.

## La compétition
Ce championnat regroupe huit clubs (depuis 2008 contre neuf en 2007) qui disputent chacun 48 matchs. À la fin de la saison régulière, en septembre ou en octobre, les quatre premiers du classement s'affrontent en demi-finales puis finale pour désigner le champion. La série finale, Holland Series, se joue au meilleur des sept matchs. Les deux clubs les moins bien classés sont relégués en Eerste Klasse (« Première Division ») à la fin de chaque saison. Plusieurs des noms officiels d'équipes contiennent le nom du sponsor du club.
Contrairement à la France où la pratique est interdite depuis les années 1920 dans le cadre du sport dit libre par opposition au sport corporatif, les clubs néerlandais peuvent porter le nom d'une société commerciale. Les noms des clubs varient ainsi au fil des saisons selon les partenariats entre clubs et sponsors.

## Participants (2025)
| Equipe             | Ville      | Stade                         | Capacité | Titres |
| ------------------ | ---------- | ----------------------------- | -------- | ------ |
| Neptunus Rotterdam | Rotterdam  | Familiestadion                | 2 500    | 20     |
| Kinheim Haarlem    | Haarlem    | Pim Mulier Stadium            | 4 500    | 5      |
| HCAW Bussum        | Bussum     | HCAW Base- and Softballvalley | 1 000    | 3      |
| Hoofddorp Pioniers | Hoofddorp  | Sportpark Toolenburg          |          | 1      |
| Amsterdam Pirates  | Amsterdam  | Sportpark Ookmeer             |          | 7      |
| UVV Utrecht        | Utrecht    | Sportpark Paperclip           |          | 0      |
| RCH Pinguins       | Heemstede  | Sportpark de Kuil             |          | 0      |
| Twins Oosterhout   | Oosterhout | Sportpark Slotbossetoren      |          | 0      |

## Palmarès
| Année | Champion            |
| 1922  | Quick Amsterdam     |
| 1923  | Blauw-Wit Amsterdam |
| 1924  | Ajax Amsterdam      |
| 1925  | Quick Amsterdam     |
| 1926  | AGHC Amsterdam      |
| 1927  | AGHC Amsterdam      |
| 1928  | Ajax Amsterdam      |
| 1929  | SC Haarlem          |
| 1930  | SC Haarlem          |
| 1931  | Blauw-Wit Amsterdam |
| 1932  | Blauw-Wit Amsterdam |
| 1933  | VVGA Amsterdam      |
| 1934  | SC Haarlem          |
| 1935  | Quick Amsterdam     |
| 1936  | HHC Haarlem         |
| 1937  | Blauw-Wit Amsterdam |
| 1938  | Blauw-Wit Amsterdam |
| 1939  | Seagulls Amsterdam  |
| 1940  | SC Haarlem          |
| 1941  | SC Haarlem          |
| 1942  | Ajax Amsterdam      |
| 1943  | Blauw-Wit Amsterdam |
| 1944  | Blauw-Wit Amsterdam |
| 1945  | Blauw-Wit Amsterdam |
| 1946  | Blauw-Wit Amsterdam |
| 1947  | Schoten Haarlem     |
| 1948  | Ajax Amsterdam      |
| 1949  | OVVO Amsterdam      |
| 1950  | OVVO Amsterdam      |
| 1951  | OVVO Amsterdam      |

| Année | Champion           |
| 1952  | OVVO Amsterdam     |
| 1953  | OVVO Amsterdam     |
| 1954  | EHS Haarlem        |
| 1955  | OVVO Amsterdam     |
| 1956  | Schoten Haarlem    |
| 1957  | Schoten Haarlem    |
| 1958  | EDO Haarlem        |
| 1959  | EHS Haarlem        |
| 1960  | Schoten Haarlem    |
| 1961  | Schoten Haarlem    |
| 1962  | EHS Haarlem        |
| 1963  | Sparta Rotterdam   |
| 1964  | Sparta Rotterdam   |
| 1965  | Haarlem Nicols     |
| 1966  | Sparta Rotterdam   |
| 1967  | Sparta Rotterdam   |
| 1968  | Haarlem Nicols     |
| 1969  | Sparta Rotterdam   |
| 1970  | Haarlem Nicols     |
| 1971  | Sparta Rotterdam   |
| 1972  | Sparta Rotterdam   |
| 1973  | Sparta Rotterdam   |
| 1974  | Sparta Rotterdam   |
| 1975  | Haarlem Nicols     |
| 1976  | Haarlem Nicols     |
| 1977  | Haarlem Nicols     |
| 1978  | Kinheim            |
| 1979  | Amsterdam Tijgers  |
| 1980  | Amsterdam Tijgers  |
| 1981  | Neptunus Rotterdam |

| Année | Champion           |
| 1982  | Haarlem Nicols     |
| 1983  | Haarlem Nicols     |
| 1984  | Haarlem Nicols     |
| 1985  | Haarlem Nicols     |
| 1986  | Amsterdam Tijgers  |
| 1987  | Amsterdam Pirates  |
| 1988  | Haarlem Nicols     |
| 1989  | Haarlem Nicols     |
| 1990  | Amsterdam Pirates  |
| 1991  | Neptunus Rotterdam |
| 1992  | ADO Den Haag       |
| 1993  | Neptunus Rotterdam |
| 1994  | Kinheim Haarlem    |
| 1995  | Neptunus Rotterdam |
| 1996  | HCAW Bussum        |
| 1997  | Pioniers Hoofddorp |
| 1998  | HCAW Bussum        |
| 1999  | Neptunus Rotterdam |
| 2000  | Neptunus Rotterdam |
| 2001  | Neptunus Rotterdam |
| 2002  | Neptunus Rotterdam |
| 2003  | Neptunus Rotterdam |
| 2004  | Neptunus Rotterdam |
| 2005  | Neptunus Rotterdam |
| 2006  | Kinheim Haarlem    |
| 2007  | Kinheim Haarlem    |
| 2008  | Amsterdam Pirates  |
| 2009  | Neptunus Rotterdam |
| 2010  | Neptunus Rotterdam |
| 2011  | Amsterdam Pirates  |

| Année | Champion            |
| 2012  | Kinheim Haarlem     |
| 2013  | Neptunus Rotterdam  |
| 2014  | Neptunus Rotterdam  |
| 2015  | Neptunus Rotterdam  |
| 2016  | Neptunus Rotterdam  |
| 2017  | Neptunus Rotterdam  |
| 2018  | Neptunus Rotterdam  |
| 2019  | Amsterdam Pirates   |
| 2020  | Compétition annulée |
| 2021  | Amsterdam Pirates   |
| 2022  | HCAW Bussum         |
| 2023  | Amsterdam Pirates   |
| 2024  | Neptunus Rotterdam  |